# Chiesa di Sant'Urbano Papa e Martire
La chiesa arcipretale di Sant'Urbano Papa e Martire è il luogo di culto principale di Preganziol, in provincia e diocesi di Treviso. Appartiene al vicariato di Mogliano Veneto.

## Storia

### La vecchia chiesa
Le prime notizie risalgono al periodo in cui la zona di Preganziol era cappella della pieve di San Giovanni del Battistero di Treviso la quale chiesa si ritiene fosse ubicata nell'area dell'attuale chiesa. Fino al 1146 la cappella dipendeva dall'Ordinario, ma lo stesso in seguito la donò ai Canonici della Cattedrale di Treviso.
Il titolo della chiesa era "Santa Maria", che si può leggere in alcune bolle. La Madonna è rappresentata nella pala dell'altare maggiore con il Bambino Gesù e sant'Urbano che diventò contitolare nel 1334, come è testimoniato per la prima volta nel "Quaderno delle Decime", dove fra le chiese soggette alla pieve del Duomo, entra nell'elenco la cappella di Sant'Urbano di Preganziol, retta dal presbitero Bellebono.
Nel 1500 si ha la notizia della costruzione della facciata rivolta ad ovest.

### La nuova chiesa
Il 25 maggio 1778, giorno di sant'Urbano, il parroco di Scandolara, don Sante Biscaro, benedisse la prima pietra.
La nuova chiesa fu ultimata nelle parti essenziali di muratura e copertura, venne benedetta ed aperta al culto nel 1781. La nuova chiesa aveva la facciata rivolta ad oriente, quanto quella vecchia ce l'aveva dalla parte opposta, cioè a ponente.
In chiesa, sul soffitto, si trova una bellissima opera che appartiene a Giambattista Canal e rappresenta il martirio di Sant'Urbano, datato al 1792.
Dal 1818 la chiesa è adornata di cinque altari in marmo del secolo XVII, acquistati dalla soppressa chiesa di santa Marta a Venezia, per un costo complessivo di 5310 lire.
In chiesa sono presenti 5 pale: quella dell'altar maggiore che rappresenta la B.V. col bambino, Sant'Urbano ed altri santi della scuola del Veronese, poi c'è quella della Madonna della Cintura (attribuita al Canal), del Crocifisso (di un autore dell'accademia veneta), della B.V. del Rosario in trono con i santi Domenico, Sebastiano, Rocco ed Eurosia (risalente al 1852 e dipinta da Alessandro Revera di Castelfranco), infine citiamo la pala dei Santi Antonio da Padova e Antonio abate (di autore veneto del secolo XVII).
Nel 1846 fu innalzata la facciata della nuova chiesa a merito dell'allora Parroco don Angelo Brombale, è scandita da quattro semicolonne poste su alti basamenti. Tra di esse sono collocate due lunette che ospitano due statue, ai lati, e il portale d'ingresso archivoltato, al centro. Sopra all'arco d'ingresso è presente un timpano modanato. Le semicolonne sorreggono una trabeazione che riprende, con un linguaggio neoclassico, la scansione di triglifi e metope caratteristica dell'ordine dorico. Al di sopra della trabeazione è collocato un timpano modanato con dentelli, coronato da tre statue. Le due statue poste in mezzo alle colonne appartengono alla vecchia chiesa.
Nel 1891 le cappelle degli altari laterali vengono riconfigurate per ottenere una forma planimetrica più regolare e compatta; tra il 1923 e il 1924 sono eseguiti interventi di riconfigurazione della facciata con rivestimenti marmorei sulle porzioni laterali prospicienti le cappelle.
Grazie ai meriti di don Faustino Bonaventura, la parrocchia viene elevata al grado di Arcipretura.
Nell’estate del 1961 la porzione di copertura della navata posta a nord-ovest viene danneggiata a causa della caduta di due serbatoi di benzina da un aereo militare americano in avaria. La copertura e l'affresco sottostante sono soggetti immediatamente a ricostruzione e restauro.
Nel 2016 sono condotti interventi di pulitura, impermeabilizzazione e dipintura delle murature delle cappelle, soggette al degrado causato da infiltrazioni e umidità di risalita. In facciata sono eseguite opere di stuccatura delle soluzioni di continuità tra il paramento relativo alla navate e quelli dei corpi laterali.
Nel 2021 è stato messo in atto un consolidamento degli archi degli altari laterali, in stato assai precario e di generale pulizia esterna.
A nord e sud del presbiterio sono collocate rispettivamente una cappella e la sacrestia. I prospetti laterali sono caratterizzati da paramenti in muratura con mattoni pieni in laterizio facciavista.
La pavimentazione è realizzata con lastre quadrate in marmo bianco e rosso.

## Il campanile
Il campanile è considerato parte integrante della chiesa e quindi fa anche parte dei beni della fabbriceria.
Fino al secolo XIV i fedeli erano chiamati dal suono di una piccola campana posta sopra un arco della cappella. Più tardi esisteva una torretta costruita a ridosso del coro con due squillanti campanelle.
Si crede che un fulmine, abbattutosi su questo campaniletto nel 1745 abbia incendiato la torretta e danneggiato la vecchia chiesa.
Comunque è certo che l'attuale campanile è stato eretto contemporaneamente alla chiesa su progetto dell'ing. Brunello,  addirittura qualche storico sostiene che già nel 1747 la torre fosse ultimata.
Nel medesimo anno furono acquistate le nuove campane e benedette da mons. Francesco Razzolini, vescovo di Santorino, delegato del vescovo diocesano Benedetto De Luca, in quell'epoca assente da Treviso.
Le campane, nel corso di due secoli, sono state più volte rifuse per conservare quella festosa armonia e quel giocondo concerto di cui sono ancora oggi ricche.

### Le campane
- Campana maggiore:

Nota nominale: Reb3, fusa dai Fratelli De Poli di Ceneda [ora Vittorio Veneto] (TV) nel 1872, possiede un diametro di m 1,33, un'altezza di m 1,10 ed un peso di quintali 12. Iscrizioni: (sotto le raffigurazioni, i nomi dei seguenti due Santi) — S. URBANO PAPA — S. EUROSIA. — FRATELLI DE POLI FONDITORI PREMIATI ALL’ ESPOSIZIONE DI ROMA NEL J870 — (Marchio) A FULGURE ET TEMPESTATE LIBERA NOS DOMINE —. Raffigurazioni: S. Eurosia, S. Lorenzo, Crocifisso con le “Tre Marie”, Madonna della Cintura (Compatrona di Preganziol), S. Urbano Papa (Patrono di Preganziol), S. Rocco.
Figure geometriche alla bocca della campana, in una nicchia, alte cm 15. Festoni e fregi floreali in altorilievo.
- Campana media:

Nota nominale: Mib3, fusa dai Fratelli De Poli di Ceneda [ora Vittorio Veneto] (TV) nel 1872, possiede un diametro di m 1,17, un'altezza di m 1 ed un peso di quintali 9. Iscrizioni: — J872 — (Marchio) FRATELLI DE POLI FONDITORI IN VITTORIO VENEZIA ED UDINE — (Marchio) SOLÎ DEO HONOR ET GLORIA —. Raffigurazioni: S. Paolo Apostolo, Crocifisso con le “Tre Marie”, S. Pietro Apostolo, San Biagio Vescovo, Madonna Assunta in cielo.
Festoni ed ornamentazioni floreali.
- Campana minore:

Nota nominale: Fa3, rifusa dalla Premiata Fonderia De Poli di Vittorio Veneto (TV) nel 1955, possiede un diametro di m 1,06, un'altezza di m 0,85 ed un peso di quintali 7. Iscrizioni: — LA PARROCCHIA DI PREGANZIOL IN RICORDO DELL’ANNO MARIANO I954 A MARIA IMMACOLATA — FUSA ANNO I872 RIFUSA ANNO I955 —. Raffigurazioni: Crocifisso con le “Tre Marie”, San Francesco D’Assisi, S. Sebastiano, S. Michele Arcangelo, Madonna Assunta in cielo, S. Giovanni Battista, San Giorgio, Eucaristia.
Festoni ed ornamentazioni floreali nella bocca e nel corpo della campana.
- Sonello (Campanella):

Nota nominale: Sib3, fuso dalla Premiata Fonderia Pietro Colbachini di Bassano del Grappa (VI) nel 1898, possiede un diametro di m 0,76, un'altezza di m 0,70 ed un peso di quintali 3,90. Raffigurazioni: Cristo, Madonna, Santi diversi. Festoni ornamentali.

## L'organo
Sulla cantoria in controfacciata, con parapetto riccamente decorato, che raffigura vari strumenti musicali, racchiuso entro un'elegante cassa dipinta , si trova l'organo a canne "Castelli-Girotto".
Da alcuni documenti risulta che il primo organo sia stato costruito dalla ditta De Lorenzi di Vicenza nel 1860. Questo fu successivamente restaurato dai fratelli Pugina di Stanghella (PD) che riuscirono ad amalgamare nuovi registri con alcuni del vecchio organo, giungendo a fondere meravigliosamente insieme le diverse timbriche, plasmando perfettamente il nuovo strumento alle norme dell'arte liturgica. Quest'organo fu collaudato dal musicista Oreste Ravanello nel 1896 e rimase tale fino al 1961 quando, nell'estate di quell'anno, fu seriamente danneggiato a seguito della caduta di due serbatoi staccatisi da un aereo militare statunitense in avaria. Nel 1962 l'organaro Silvano Girotto di Postioma (TV) lo sostituì con uno strumento pneumatico, acquistato dagli eredi di Benigno Castelli di Lecco, un appassionato artigiano che se lo era costruito per uso privato. Per i vari lavori fu usato del materiale acquistato dalla storica ditta Mascioni.
Nel 1978, per esigenze parrocchiali, lo strumento fu elettrificato e la consolle fu posizionata in un angolo della navata tra il presbiterio e un altare laterale, ove si trova tuttora. Nel 2021 viene installata una nuova consolle a trasmissione elettronica.
Cassa lignea: secolo XVIII, dorata, intagliata
Canne: 1267
Manuali: 2 di 61 tasti (DO1-DO6)

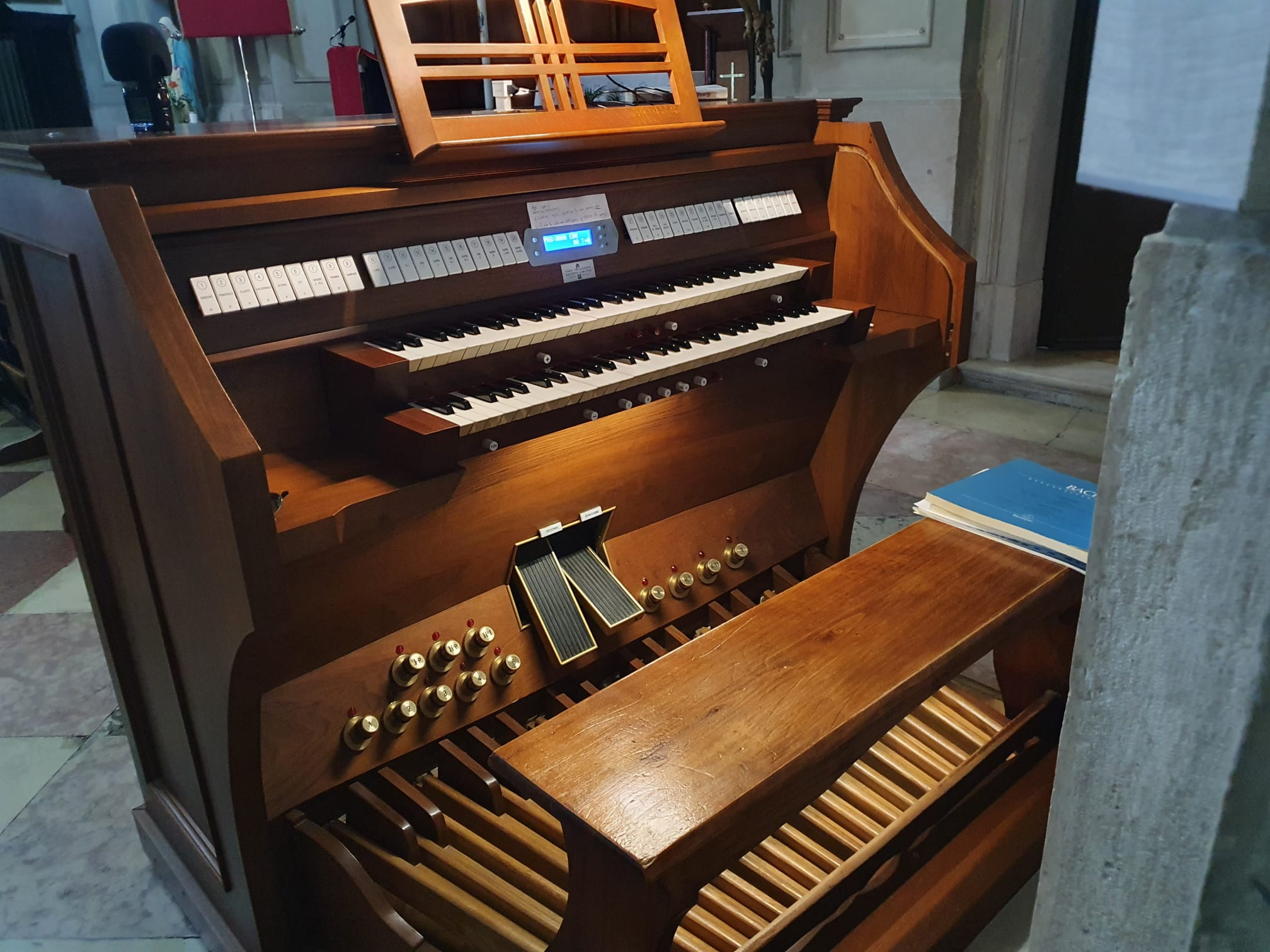
La nuova consolle, predisposta nel 2021 dalla ditta Saverio Girotto di Paese, TV

Registri: 38 (comprese anche unioni e.t.c.)
Pedaliera: Concava radiale di 32 note (DO1-SOL3)
Disposizione fonica:
| I - Grand'Organo |                              |
| Bordone*         | 16'                          |
| Principale       | 8'                           |
| Flauto           | 8' (prime 12 canne in legno) |
| Salicionale      | 8' (prime 12 canne in legno) |
| Ottava           | 4'                           |
| XV               | 2'                           |
| Ripieno 4 file   |                              |
| Tromba           | 8'                           |
| Campane**        |                              |

| II - Recitativo/Espressivo armonico |                              |
| Principale                          | 8'                           |
| Bordone                             | 8'                           |
| Viola da gamba                      | 8' (prime 12 canne in legno) |
| Voce celeste                        | 8'                           |
| Flauto                              | 4'                           |
| Nazardo                             | 2 2/3'                       |
| Flautino                            | 2'                           |
| Flauto in XVII                      | 1 3/5'                       |
| Ripienino 3 file                    |                              |
| Cromorno                            | 8'                           |
| Tremolo                             |                              |

| Pedale      |     |
| Acustico*** | 32' |
| Subbasso    | 16' |
| Basso       | 8'  |
| Bordone     | 8'  |
| Ottava      | 4'  |
| Tromba      | 8'  |
| Chiarina    | 4'  |

*Bordone 8' + quinta
**Flauti in combinazione mista
***Subbasso 16' + quinta
Disposizione delle unioni:
I ped
II ped
II-I
I SUB
I SUPER
I-II SUB
I-II SUPER
II SUB
II SUPER
I ped SUPER
II ped SUPER